# Álbum conceptual
Um álbum conceptual (português europeu) ou conceitual (português brasileiro) é um álbum cujas faixas possuem um propósito ou significado maior coletivamente do que individualmente. Isso normalmente é alcançado por meio de uma única narrativa ou tema central, que pode ser instrumental, composicional ou lírico. Às vezes, o termo é aplicado a álbuns considerados de "excelência uniforme" em vez de um LP com um motivo lírico ou musical explícito. Não há consenso entre os críticos de música quanto aos critérios específicos para o que é um "álbum conceitual".
O formato se origina com o álbum do cantor folk Woody Guthrie, Dust Bowl Ballads, e foi posteriormente popularizado pela série de álbuns dos anos 1940 até 1950 do cantor de jazz e pop tradicional Frank Sinatra, embora o termo seja mais frequentemente associado ao rock. Na década de 1960, vários álbuns bem conceituados foram lançados por várias bandas de rock, o que acabou levando à invenção do rock progressivo e da ópera rock. Desde então, muitos álbuns conceituais foram lançados em vários gêneros musicais.

## Definições
Não há uma definição clara do que constitui um "álbum conceitual". Fiona Sturges, do The Independent, afirmou que o álbum conceitual "foi originalmente definido como um long-player onde as músicas eram baseadas em uma ideia dramática - mas o termo é subjetivo". Um precursor desse tipo de álbum pode ser encontrado no ciclo de canções do século XIX que enfrentou dificuldades semelhantes na classificação. As definições extremamente amplas de um "álbum conceitual" poderiam potencialmente abranger todas as trilhas sonoras, compilações, gravações de elenco, álbuns de grandes sucessos, álbuns de tributo, álbuns de Natal e álbuns ao vivo.
As definições mais comuns referem-se a uma abordagem expandida de um álbum de rock (como uma história, peça ou obra), ou um projeto que gira em torno de um tema específico ou uma coleção de materiais relacionados. AllMusic escreve: "Um álbum conceitual pode ser uma coleção de músicas de um compositor individual ou um tema específico - esses são os LPs conceituais que reinaram nos anos 50 ... a frase 'álbum conceitual' está inextricavelmente ligada ao final dos anos 1960, quando os 'rock & rollers' começou a esticar os limites de sua forma de arte." O autor Jim Cullen descreve-o como "uma coleção de músicas discretas, mas tematicamente unificadas, cujo todo é maior que a soma de suas partes ... às vezes [erroneamente] assumida ser um produto da era do rock." O autor Roy Shuker define álbuns conceituais e óperas rock como álbuns que são "unificados por um tema, que pode ser instrumental, composicional, narrativo ou lírico. [...] Nesta forma , o álbum mudou de uma coleção de músicas heterogêneas para um trabalho narrativo com um único tema, em que músicas individuais se sucedem."
Falando de conceitos em álbuns durante a década de 1970, Robert Christgau escreveu em Christgau's Record Guide: Rock Albums of the Seventies, porque a "impressão geral" de um álbum é importante, "o conceito intensifica o impacto" de certos álbuns "em mais ou menos do jeito que Sgt. Pepper pretendia", bem como "uma espécie de conceito que leva um álbum ritmicamente implacável como The Wild Magnolias ou um vocalmente irresistível como Woman to Woman de Shirley Brown, a um nível mais profundo de significado".

## História

### 1940–1959: Origens
No documentário When Pop Went Epic: The Crazy World of the Concept Album, narrado por Rick Wakeman, sugere-se que o primeiro álbum conceitual seja o álbum Dust Bowl Ballads, de Woody Guthrie, de 1940. The Independent considera-o como "talvez" um dos primeiros álbuns conceituais, consistindo exclusivamente em canções semi-autobiográficas sobre as dificuldades dos trabalhadores migrantes americanos durante a década de 1930. No final da década de 1940, o disco LP foi introduzido, com compositores de space age pop produzindo álbuns conceituais logo depois. Os temas incluíam explorar a vida selvagem e lidar com emoções, com alguns álbuns destinados a serem tocados enquanto jantavam ou relaxavam. Isso foi acompanhado em meados da década de 1950 com a invenção do gatefold, que permitiu espaço para notas explicativas para explicar o conceito.
O cantor Frank Sinatra gravou vários álbuns conceituais antes da era do rock dos anos 1960, incluindo In the Wee Small Hours, e Frank Sinatra Sings for Only the Lonely. Sinatra é ocasionalmente creditado como o inventor do álbum conceitual, começando com The Voice of Frank Sinatra, que levou a um trabalho semelhante de Bing Crosby. De acordo com o biógrafo Will Friedwald, Sinatra "sequenciou as músicas de modo que as letras criassem um fluxo de faixa para faixa, dando a impressão de uma narrativa, como na comédia musical ou na ópera. ... [Ele foi] o primeiro cantor pop a trazer uma atitude conscientemente artística para gravar."
O cantor e pianista Nat King Cole (que, junto com Sinatra, muitas vezes colaborou com o arranjador Nelson Riddle durante esta época) também foi um dos pioneiros de álbuns conceituais, como com seu Wild Is Love, um conjunto de canções originais sobre a busca de um homem pelo amor.

### 1960: Rock e música country
No início da década de 1960, os álbuns conceituais começaram a apresentar grande destaque na música country americana, no entanto, o fato foi amplamente ignorado pelos fãs e críticos de rock e pop que só começaram a notar "álbuns conceituais" como um fenômeno no final da década, quando os álbuns tornaram-se estreitamente alinhado com a ideologia contracultural, resultando em uma reconhecida "era do álbum" e na introdução do álbum conceitual de rock. O autor Carys Wyn Jones escreve que Pet Sounds dos Beach Boys, Revolver e Sgt. Pepper's Lonely Hearts Club Band dos Beatles e Tommy do The Who são citados como "os primeiros álbuns conceituais", geralmente por sua "excelência uniforme em vez de algum tema lírico ou motivo musical subjacente".
Outros discos foram reivindicados como os "primeiros" ou os "iniciais" álbuns conceituais. The 100 Greatest Bands of All Time afirma que os Ventures "foram pioneiros na ideia do álbum conceitual de rock anos antes que o gênero seja geralmente reconhecido como tendo nascido" com seu álbum The Ventures in Space. Outro é Little Deuce Coupe dos Beach Boys. Escrevendo em 101 Albums That Changed Popular Music, Chris Smith comentou: "Embora álbuns como In the Wee Small Hours de Frank Sinatra e Gunfighter Ballads and Trail Songs de Marty Robbins já tivessem introduzido álbuns conceituais, Little Deuce Coupe foi o primeiro a incluir quase todo o material original em vez de covers padrões." Escrevendo em seu Concise Dictionary of Popular Culture, Marcel Danesi identifica Rubber Soul dos Beatles e o The Who Sell Out do The Who como outros exemplos de álbuns conceituais iniciais. Brian Boyd do The Irish Times nomeia o Face to Face do The Kinks como o primeiro álbum conceitual: "Escrito inteiramente por Ray Davies, as músicas deveriam ser ligadas por pedaços de música, para que o álbum tocasse sem intervalos, mas a gravadora recusou tal radicalismo. Não é um dos melhores trabalhos da banda, mas teve um impacto."
"Consenso popular" para o primeiro álbum conceitual de rock, de acordo com o AllMusic, favorece o Sgt. Pepper. De acordo com o crítico de música Tim Riley, "estritamente falando, Freak Out! do Mothers of Invention tem reivindicações como o primeiro 'álbum conceitual', mas Sgt. Pepper foi o disco que tornou essa ideia convincente para a maioria dos ouvidos." O musicólogo Allan Moore diz que "Mesmo que os álbuns anteriores tenham definido um clima unificado (principalmente Songs for Swinging Lovers de Sinatra), foi com base na influência do Sgt. Pepper que a propensão para o álbum conceitual nasceu ."
Adicionando ao Sgt. Pepper, a obra de arte reforçou seu tema central ao retratar os quatro Beatles de uniforme como membros da banda do "Sargento Pimenta", enquanto o disco omitiu as lacunas que normalmente separavam as faixas do álbum. O crítico de música e jornalista Neil Slaven afirmou que Absolutely Free de Frank Zappa, lançado no mesmo dia que Sgt. Pepper, foi "muito mais um álbum conceitual, mas os Beatles roubaram seu trovão sem esforço", e posteriormente o Sgt. Pepper foi aclamado como "talvez o primeiro 'álbum conceitual', embora as músicas não fossem relacionadas"

### 1968–1979: Óperas rock e rock progressivo
O autor Bill Martin relaciona os supostos álbuns conceituais da década de 1960 ao rock progressivo:
Nas discussões sobre rock progressivo, a ideia do "álbum conceitual" é mencionada com frequência. Se este termo se refere a álbuns que têm unidade temática e desenvolvimento por toda parte, então, na realidade, provavelmente há menos álbuns conceituais do que se poderia pensar a princípio. Pet Sounds e Sgt. Pepper não se qualificam de acordo com este critério... No entanto, se em vez disso esticarmos um pouco a definição, para onde o álbum é o conceito, então fica claro que o rock progressivo é inteiramente uma música de álbuns conceituais - e isso flui diretamente de Rubber Soul e depois no Revolver, Pet Sounds e Sgt. Pepper. [...] Na esteira desses álbuns, muitos músicos de rock adotaram "a abordagem de álbum completo."
Sarah Zupko, do Popmatters, observa que, embora Tommy do The Who seja "popularmente considerado a primeira ópera rock, um álbum conceitual extra-longo com personagens, um enredo consistente e um pouco de pompa", é precedido pelos álbuns conceituais mais curtos como Ogden's Nut Gone Flake de Small Faces e S.F. Sorrow de The Pretty Things. O autor Jim Cullen afirma: "O álbum conceitual atingiu seu apogeu na década de 1970 em discos ambiciosos como The Dark Side of the Moon de Pink Floyd e o Hotel California de Eagles." Em 2015, a Rolling Stone classificou The Dark Side of the Moon no número um entre os 50 maiores álbuns de rock progressivo de todos os tempos, também observando a estatura do LP como o segundo álbum mais vendido de todos os tempos. The Wall de Pink Floyd, uma história semi-autobiográfica modelada após Roger Waters e Syd Barrett da banda, é um dos álbuns conceituais mais famosos de qualquer artista. Além de The Wall, Danesi destaca The Lamb Lies Down on Broadway de Genesis e Joe's Garage de Frank Zappa como outros álbuns conceituais culturalmente significativos.
Segundo o autor Edward Macan, os álbuns conceituais como tema recorrente no rock progressivo foram diretamente inspirados na contracultura associada "às bandas protoprogressivas dos anos 1960", observando: "o uso consistente de formas longas, como o ciclo de canções programáticas de o álbum conceitual e a suíte multimovimentos ressaltam a nova concepção do tempo dos hippies, induzida por drogas." Músicos de soul progressivos inspirados por essa abordagem conceberam álbuns conceituais durante essa época refletindo temas e preocupações da experiência afro-americana, incluindo Marvin Gaye (What's Going On, de 1971) e George Clinton (o álbum de Parliament, Mothership Connection, de 1975).
Na cena glam rock setentista, alguns álbuns se destacam: The Rise and Fall of Ziggy Stardust and the Spiders from Mars de David Bowie, Electric Warrior de T. Rex, A Night At The Opera de Queen e Transformer de Lou Reed.

### 1980–presente: Declínio e volta à popularidade
Com o surgimento da MTV como uma rede de videoclipes que valorizava os singles sobre os álbuns, os álbuns conceituais tornaram-se menos dominantes na década de 1980. Alguns artistas, no entanto, ainda lançaram álbuns conceituais e tiveram sucesso nas décadas de 1990 e 2000. Emily Barker da NME cita American Idiot do Green Day como um dos exemplos "mais notáveis", tendo trazido o álbum conceitual de volta a posições de destaque nas paradas. Dorian Lynskey, escrevendo para a GQ, observou um ressurgimento de álbuns conceituais na década de 2010 devido ao streaming: "Isso está acontecendo não apesar do aumento do streaming e das listas de reprodução, mas por causa dele. Ameaçados com redundância na era digital, os álbuns reagiram ao se tornarem mais parecidos com álbuns." Cucchiara argumenta que "álbuns conceituais" também devem descrever "esta nova geração de álbuns conceituais, por uma razão fundamental. foi expandido para um campo mais amplo de design visual e artístico e estratégias de marketing que atuam nos temas e histórias que formam o álbum."
Ainda na mesma década de 2000, a banda de rock americana My Chemical Romance se destaca como principal elemento a produção de álbuns conceituais como Three Cheers for Sweet Revenge, The Black Parade e Danger Days: The True Lives of the Fabulous Killjoys. A repercussão de The Black Parade foi essencial para o sucesso da banda, que foi inspirado pelos mesmos elementos que Bowie e Pink Floyd utilizaram para os seus álbuns.
No século XXI o campo da música clássica adotou a ideia do "álbum conceitual", citando exemplos históricos como Die Winterreise de Schubert e Liederkreis de Schumann como protótipos para compositores e músicos contemporâneos. Compositores e intérpretes clássicos adotam cada vez mais estratégias de produção e marketing que unificam obras díspares em álbuns conceituais ou concertos. A revista de música clássica Gramophone inclui uma categoria especial para "álbum conceitual" em seus "Prêmios Gravações do Ano" anuais, para celebrar "álbuns onde uma mente criativa curou algo visionário, um programa cujo todo fala mais poderosamente do que suas partes. jornada pensada, que obriga a ser ouvido de uma só vez."
Em uma dissertação de final de ano sobre álbuns em 2019, Ann Powers escreveu para Slate que o ano encontrou o meio em um estado de fluxo. Em sua observação, muitos artistas de gravação revitalizaram o álbum conceitual em torno de narrativas autobiográficas e temas pessoais, como intimidade, interseccionalidade, vida afro-americana, fronteiras entre mulheres e luto associado à morte. Ela citou álbuns como Jaime de Brittany Howard, Jimmy Lee de Raphael Saadiq, LEGACY! LEGACY! de Jamila Woods, Eve de Rapsody, On the Line de Jenny Lewis, Crushing de Julia Jacklin, The Gospel Second Water de Joe Henry e Ghosteen de Nick Cave.

### Na música pop e alternativa
Alguns outros exemplos de álbuns conceituais podem ser vistos na música pop, como o disco Hounds of Love de Kate Bush, de 1985. Outros exemplos são os álbuns Ray of Light, de 1998, e American Life, de 2003, da Madonna que são considerados conceituais por muitos críticos. Circus, de 2008, da artista estadunidense Britney Spears e considerado bastante conceitual pois retrata o "circo" que sua vida havia se tornado. Mais recentemente, a cantora Lady Gaga com seus álbuns The Fame em 2008, The Fame Monster em 2009, Born This Way em 2011, ARTPOP em 2013 e Chromatica em 2020. O cantor australiano Darren Hayes lançou dois trabalhos conceituais: The Tension and The Spark em 2004 e This Delicate Thing We've Made em 2007 . Em 2011, a cantora Kelly Clarkson lançou um álbum conceitual: Stronger. Em 2012, a cantora de indie pop, Marina and the Diamonds, lançou seu álbum Electra Heart, que tem como conceito retratar o "sonho americano" com elementos da tragédia grega através da personagem-titulo, Electra Heart. Em 2015, a cantora Melanie Martinez, lançou seu álbum Cry Baby, que tem como conceito retratar a terrível e conturbada história familiar e amorosa de seu alter ego, Cry Baby, continuado por seu álbum e filme K-12, lançado em 2019, tratando sobre a história de Cry Baby na escola.

## Álbuns conceituais brasileiros
O primeiro álbum conceitual brasileiro[carece de fontes?] é o Searching for the Light da banda carioca de thrash metal Dorsal Atlântica, lançado no Brasil e nos Estados Unidos em 1990. A crítica cunhou o disco, influenciado pelo livro 1984 de George Orwell, de "a primeira Thrash Opera do mundo". Este trabalho fez parte de uma trilogia de 3 álbuns conceituais:Searching for the Light (1990), Musical Guide from Stellium (1992) e Alea Jacta Est (1994). Outro dos primeiros álbuns conceituais brasileiros foi criado pela banda brasileira de power metal Angra, intitulado Temple of Shadows: conta a história de um cavaleiro convocado pelo papa para a Primeira Cruzada, chamado Shadow Hunter. O álbum foi considerado excepcional pela crítica especializada, aumentando muito a popularidade do Angra.
A banda brasileira de thrash metal Sepultura também já lançou dois álbuns conceituais. O primeiro foi Dante XXI, que girava em volta da obra "A Divina Comédia". O segundo foi A-Lex que girava em volta do livro "Laranja Mecânica".
No gospel a cantora Fernanda Brum já lançou vários álbuns conceituais em sua carreira sendo um deles Profetizando às Nações, que se baseia na igreja perseguida e em evangelismo, outro álbum da cantora é Do Éden ao Éden, baseadas nas escrituras do Apocalipse.